# Johan van den Ham
Johannes Hermannus Theodorus Wilhelmus (Johan) van den Ham (Barneveld, 8 juli 1822 – Lunteren, 15 januari 1912) was een notaris te Lunteren, die een belangrijke rol heeft gespeeld in de Luntersche Tuinbouw-Vereeniging en die Het Luntersche Buurtbosch gesticht heeft.

## Levensloop

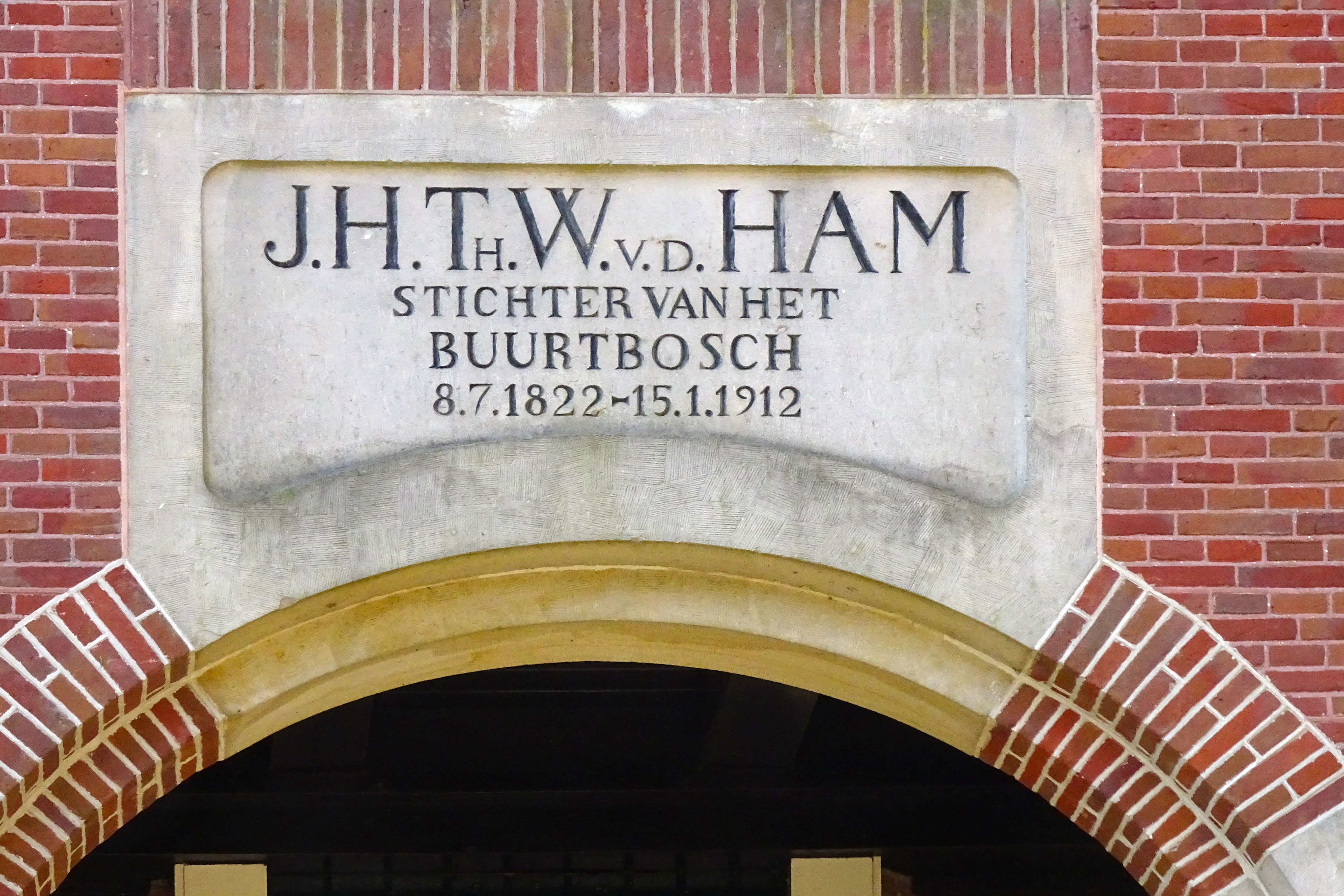
Gedenksteen voor Van den Ham in de Koepel in het Luntersche Buurtbosch

Johan van den Ham was een telg uit een oud Gelders patriciërsgeslacht. Hij was de zoon van Mor Arikus van den Ham en Gerharda Henriette Koops. Hij had twee oudere broers. Aanvankelijk wilde hij niet leren en werd leerling-matroos. Na twee wereldreizen ging hij in de leer bij zijn broer Petrus, notaris te Lunteren. Zijn eerste aanstelling als notaris was in Loenen. Toen Petrus plotseling overleed, vroeg Van den Ham overplaatsing naar Lunteren aan. Hij werd daar in 1863 benoemd en vestigde zich er in hetzelfde jaar. Hij trouwde in 1865 met zijn schoonzuster Diderika Wilhelmina Wilbrink. Dit huwelijk, dat kinderloos bleef, eindigde in 1876 door de dood van Diderika. Ook zijn andere broer, Frederik, woonde en werkte in Lunteren, als arts. In 1884 legde van den Ham zijn ambt neer, en werd opgevolgd door Gerrit Jan Wilbrink. Deze werd in 1895 opgevolgd door Rutgerus Dinger, die voordien candidaat bij Wilbrink was. Dinger bleef in functie tot 1946. Notaris Van de Ham - in Lunteren bekend onder de naam “de Oude Notaris” - was een vroom man. Hij was tevens vooruitstrevend liberaal, met een sterk ontwikkeld sociaal gevoel. Hij hield van de natuur en had veel belangstelling voor de landbouw in zijn streek.

## Luntersche Tuinbouw-Vereeniging
In 1873 richtte Van den Ham de Luntersche Tuinbouw-Vereeniging (L.T.V.) op. Deze vereniging heeft zich met veel zaken beziggehouden, maar de meeste aandacht ging uit naar de fruitteelt. Meerdere decennia werd gewerkt aan het kweken van nieuwe vruchtenrassen, vooral appels en peren. Van den Ham meende dat het kweken van appels en peren uitsluitend door stekken en/of enten uiteindelijk tot degeneratie zou leiden. Hij was een aanhanger van de zgn. “verouderingstheorie” van organismen die omstreeks 1850 in zwang was. “De merkbare achteruitgang in de groei en vruchtdracht van de zo waardevolle Juttepeer en Calvijnappel, waren volgens hem daar reeds sprekende aanwijzingen voor.”

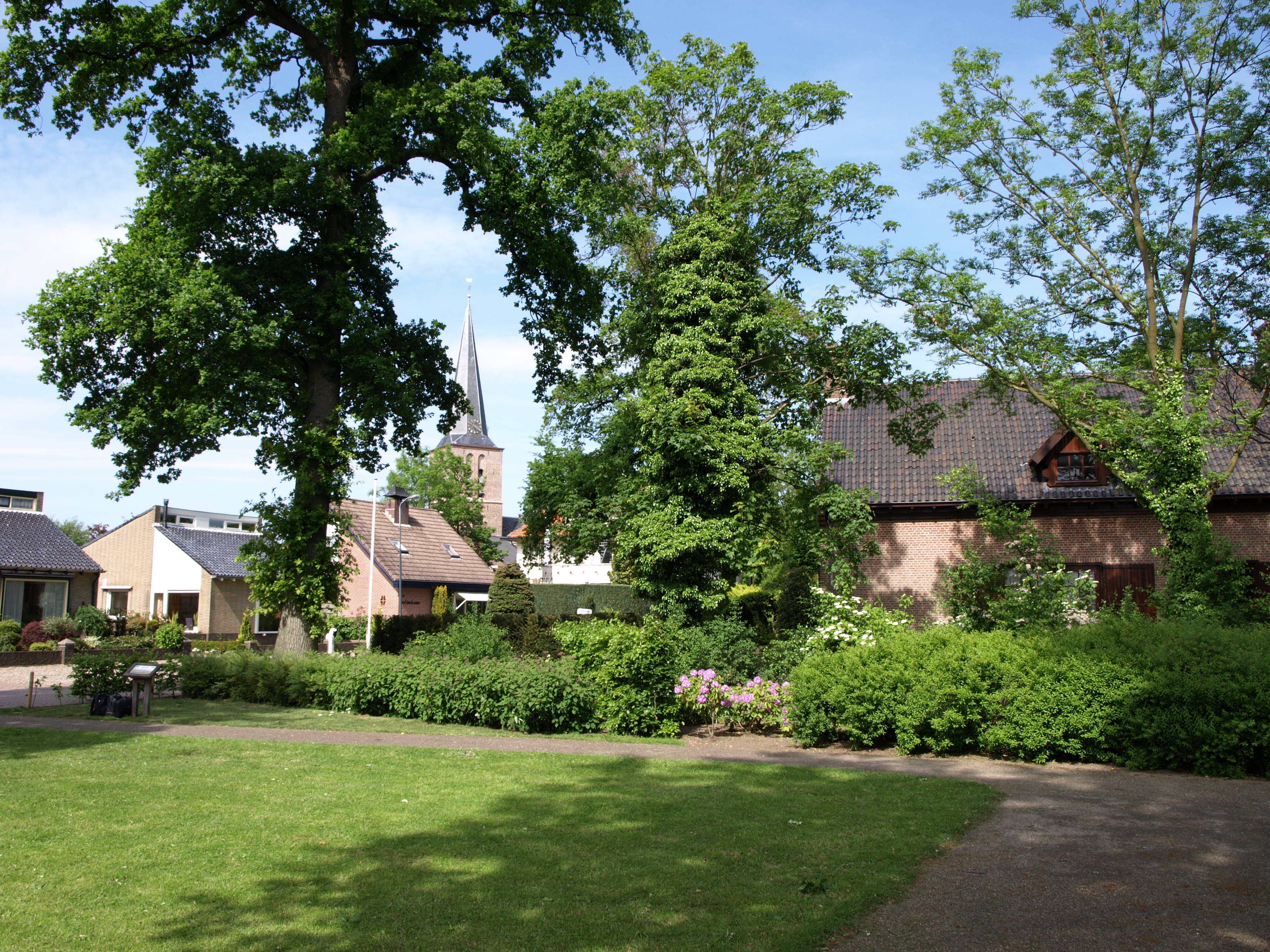
De Appelhof te Lunteren; op de achtergrond de Oude Kerk

Het generatief kweken van nieuwe rassen gebeurde met zaailingen uit speciale mooie vruchten die door de leden van de vereniging, veelal notabelen, bij hun maaltijden moesten worden verzameld. “Ik herinner mij nog heel goed, hoe ook in het gezin van mijn oom, notaris Dinger, de lucifersdoosjes op de hoek van de schoorsteenmantel stonden, waarin de pitten van bijzonder mooie Princesse Nobels, Goudreinetten, Bellefleuren, enzovoort, soort bij soort werden bewaard”. Resultaat van deze activiteit van de Luntersche Tuinbouw-Vereeniging waren verschillende bekende nieuwe appelrassen, onder meer de bekende Notarisappel, de Lemoenappel en de Lunterse Pippeling, de Roest van Elst en de Beurree van den Ham (een peer).
Op de plaats van de vroegere boomgaard van notaris Van den Ham bevindt zich tegenwoordig een klein parkje – met sinds 2007 de naam De Appelhof -, waarin verschillende vruchtbomen, die door de Luntersche Tuinbouw-Vereeniging werden geteeld, zoals de Lemoenappel en de Luntersche Pippeling, opnieuw zijn aangeplant.

## Frambozen en bijen
Van den Ham stimuleerde de frambozenteelt, een arbeidsintensieve cultuur die hem zeer geschikt leek voor kleine hofsteden met grote gezinnen. In de omgeving van Lunteren bleken de frambozen het uitstekend te doen. De framboos ontwikkelde zich zelfs enige tijd tot exportproduct. Met de totstandkoming van het kinderwetje van Van Houten in 1874, waarbij kinderarbeid werd verboden, verdween de frambozencultuur uit de streek. Ook de bijenteelt droeg Van den Ham een warm hart toe. Hij had zelf een bijenstal van 80 korven.

## Ontginning der woeste gronden
Notaris Van den Ham speelde een belangrijke rol bij het tot stand komen van de Markenwet in 1886. In 1888 werd, als gevolg van de invoering van deze wet, de Koninklijke Nederlandsche Heidemaatschappij opgericht. “Ontginning van woeste gronden” - veelal heidevelden - was in Nederland daarmee tot maatschappelijke prioriteit geworden. Vanouds waren de "woeste gronden" in gebruik bij de boeren uit de streek. Hiervoor werd een vergoeding (tijns) aan de landsheer betaald. Vaak, zoals ook in Lunteren, konden woeste gronden door de buurschap in eigendom verkregen worden. Teneinde de gemeenschappelijke belangen in dit gebruik te regelen verbonden de boeren zich in markegenootschappen of buurschappen. De deelnemers in een dergelijk markegenootschap waren de gewaarden of geërfden, de bezitters van een erf ofwel boerderij. De geërfden in de buur(t)schap Lunteren, en zij alleen, mochten grind en zand graven, plaggen steken, schapen hoeden en bijenkorven uitzetten. Grond die in bezit was van de buurtschap kon in erfpacht worden gegeven, en ook verkocht.
Van den Ham, via de Lunterse Tuinbouw Vereniging, gaf de aanzet tot de Markenwet van 1886 (staatsblad no. 104). Hierdoor werd het mogelijk om tot verdeling van woeste gronden onder de geërfden te komen. Het was daarvoor niet langer nodig dat de geërfden in meerderheid hiertoe besloten, het was voortaan voldoende als slechts één geërfde dit verzoek deed.
Vooral dankzij de inspanningen van de kandidaat-notaris Dinger werd het besluit tot verdeling van de grond in eigendom uiteindelijk met algemene stemmen genomen. Het duurde vervolgens  tot 1889 voordat de grond verdeeld was. Vervolgens liet de “Oude Notaris” weten dat wie zijn stukje grond wilde verkopen bij hem terechtkon. Hij had in korte tijd een complex van ca. 130 ha. heidegrond in bezit. Kort daarna zou hij beginnen met het aanplanten van wat zou uitgroeien tot Het Luntersche Buurtbosch. De aanleg vond plaats in de vorm van een stelsel van lanen, dat van bovenaf bezien een tak met zijscheuten en bladeren vormt. Het gehele complex is een rijksmonument.

## Voetnoten
1. ↑  Dinger 1959, p. 1-3 en Van den Brink 2005, p. 18/9
2. ↑  Dinger 1959, p. 3-4
3. ↑  Kleefstra 1993, p. 4
4. ↑  Dinger 1959, p. 4
5. ↑  Dinger 1959, p. 4 – 5
6. 1 2  Dinger 1959, p. 7
7. ↑  Ronald Stenvert, Chris Kolman, Sabine Broekhoven, Ben Olde Meierink en Marc Tenten, Monumenten in Nederland. Gelderland. p.41